# Phish
A Phish (ejtsd: mint a "fish" szót) egy 1983-ban alakult amerikai rockzenekar. Műfajilag széles skálán tevékenykednek: progresszív rockot és funkot játszanak, de a dzsessz, a népzene, a countryzene vagy éppenséggel a pszichedelikus zene elemei is felfedezhetők dalaikban. A Phish-t jelenleg négy tag alkotja: Trey Anastasio, Jon Fishman, Mike Gordon és Page McConnell. Volt tagjai: Jeff Holdsworth és Marc Daubert. Trey Anastasio tagja volt az Oysterhead nevű supergroup-nak is, amelyet a Phish, a Primus és a The Police tagjai alkották.
1983-ban alakultak meg a vermonti Burlington-ban. Fennállásuk alatt 15 nagylemezt jelentettek meg. Az USA-ban népszerű és kultikus zenekarnak számítanak. A tagok elmondták, hogy főleg a Grateful Dead zenéje hatott rájuk. Az évek során többször is feloszlottak. Először 1983-tól 2000-ig működtek, majd 2002-től 2004-ig, végül 2009-től napjainkig.

## Diszkográfia
- Phish (1986)
- Junta (1989)
- Lawn Boy (1990)
- A Picture of Nectar (1992)
- Rift (1993)
- Hoist (1994)
- Billy Breathes (1996)
- The Story of the Ghost (1998)
- The Siket Disc (1999)
- Farmhouse (2000)
- Round Room (2002)
- Undermind (2004)
- Joy (2009)
- Fuego (2014)
- Big Boat (2016)
- Sigma Oasis (2020)